# Ashley Cain
Ashley Cain (* 22. Juli 1995 in Coppell, Texas), zeitweise bekannt als Ashley Cain-Gribble, ist eine US-amerikanische Eiskunstläuferin. Nach ihren Anfängen im Paarlauf trat sie als auch als Einzelläuferin an; zeitweise startete sie in Wettbewerben in beiden Disziplinen. Von 2016 bis 2022 trat sie im Paarlauf mit Timothy LeDuc an. Gemeinsam vertraten sie die USA bei den Olympischen Winterspielen 2022. Nach der Saison 2021/22 beendeten sie ihre Wettbewerbskarriere. Cain ist seitdem als professionelle Eiskunstläuferin tätig. Sie tritt in Eisshows auf und arbeitet als Trainerin.

## Familie
Ashley Cain stammt aus einer Eiskunstlauf-Familie und wird seit ihrer Kindheit von ihren Eltern trainiert: Ihre Mutter Darlene Cain trat für Kanada im Eistanz an. Ihr Vater, Peter Cain, war ebenfalls Paarläufer. Er und seine Schwester Elizabeth Cain vertraten Australien bei den Olympischen Winterspielen 1980. Ashley Cains Cousin Sean Carlow trat als Einzelläufer für Australien an. Ihr Bruder Brenden ist Eishockeyspieler. Im Juni 2019 heiratete sie Dalton Gribble und führte bis 2022 den Doppelnamen Cain-Gribble.

## Sportliche Karriere

### Anfänge im Paar- und Einzellauf

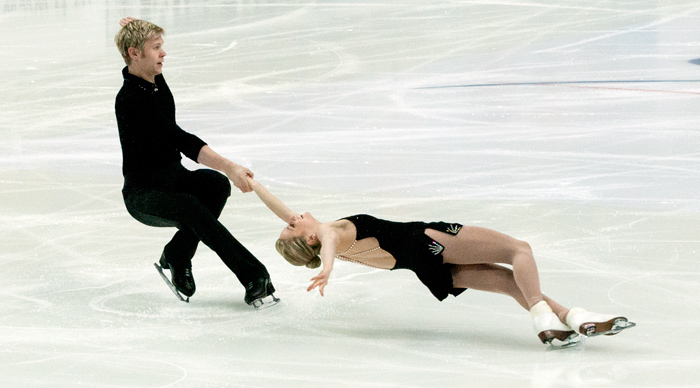
Ashley Cain und Joshua Reagan beim Rostelecom Cup 2011

Ashley Cains erster Eislaufpartner war Sergei Sidorov. In der Saison 2009/10 trat sie erstmals mit Joshua Reagan an. In der folgenden Saison gewannen sie die US-amerikanischen Jugendmeisterschaften und erreichten den 4. Platz bei den Jugend-Weltmeisterschaften. Im Finale des Jugend-Grand-Prix belegten sie den 5. Platz. Parallel trat Ashley Cain im Einzellauf an und belegte den 6. Platz bei den US-amerikanischen Jugendmeisterschaften 2011.
Zur Saison 2011/12 wechselten Cain und Reagan zu den Erwachsenen und belegten den 6. Platz in der US-amerikanischen Meisterschaft. Cain nahm parallel an der Jugend-Grand-Prix-Serie im Einzellauf teil, erreichte aber nicht das Finale.

### Karriere als Einzelläuferin

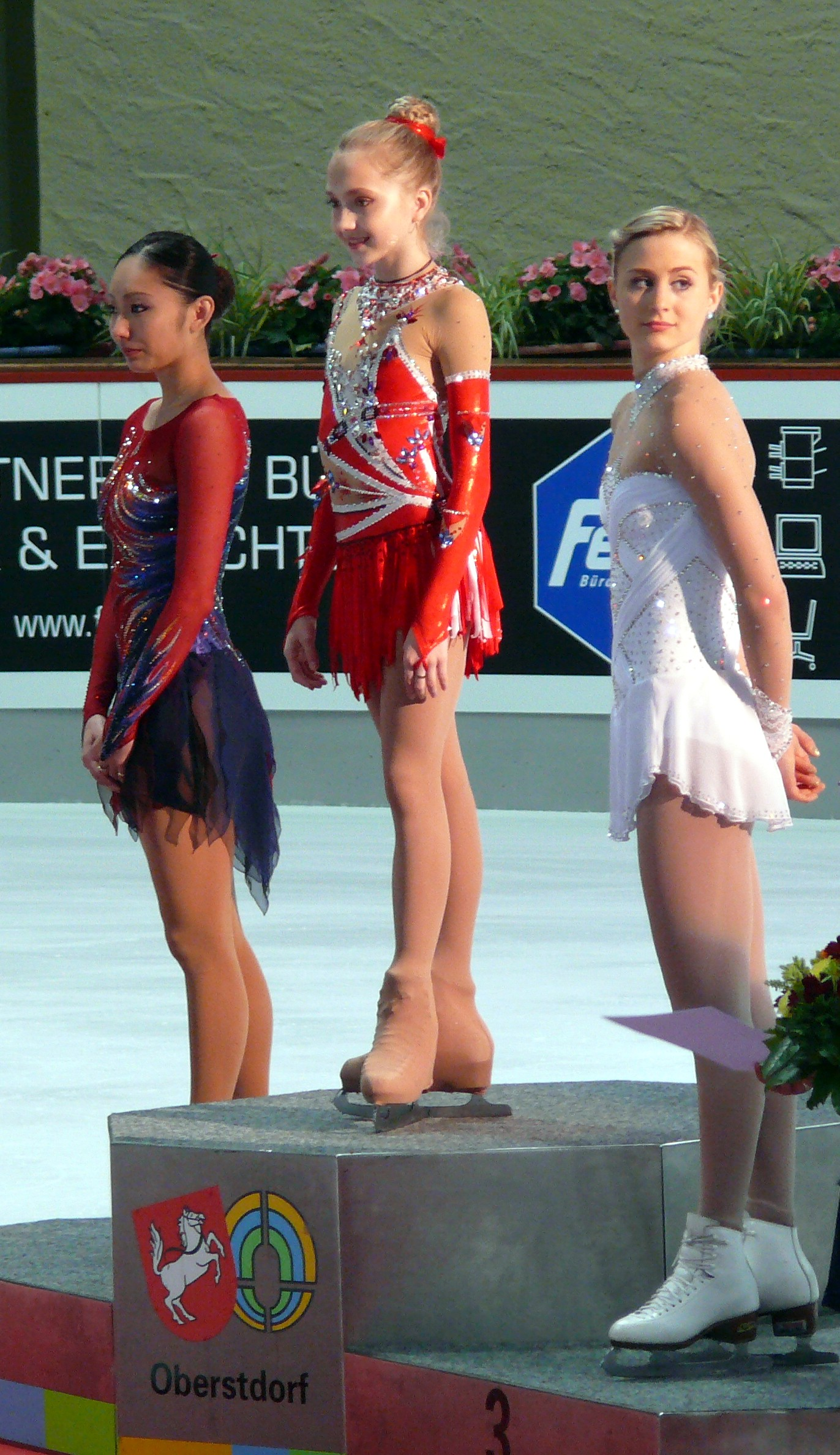
Ashley Cain (rechts), Nebelhorn Trophy 2013

Nach der Saison 2011/12 beendete Ashley Cain ihre Partnerschaft mit Joshua Reagan und konzentrierte sich auf den Einzellauf. In der Saison 2012/13 trat sie erstmals im Einzellauf der Erwachsenen an. Sie wurde 12. bei den US-amerikanischen Meisterschaften 2013.
In der folgenden Saison gewann sie bei der Nebelhorn Trophy 2013 die Bronzemedaille hinter Jelena Radionowa und Miki Andō. In der Grand-Prix-Serie 2014/15 wurde sie 8. beim Rostelecom Cup und 10. beim Cup of China.
In der Saison 2015/16 trat Ashley Cain nur bei den US-amerikanischen Meisterschaften an, wo sie den 14. Platz belegte.

### Rückkehr zum Paarlauf mit LeDuc

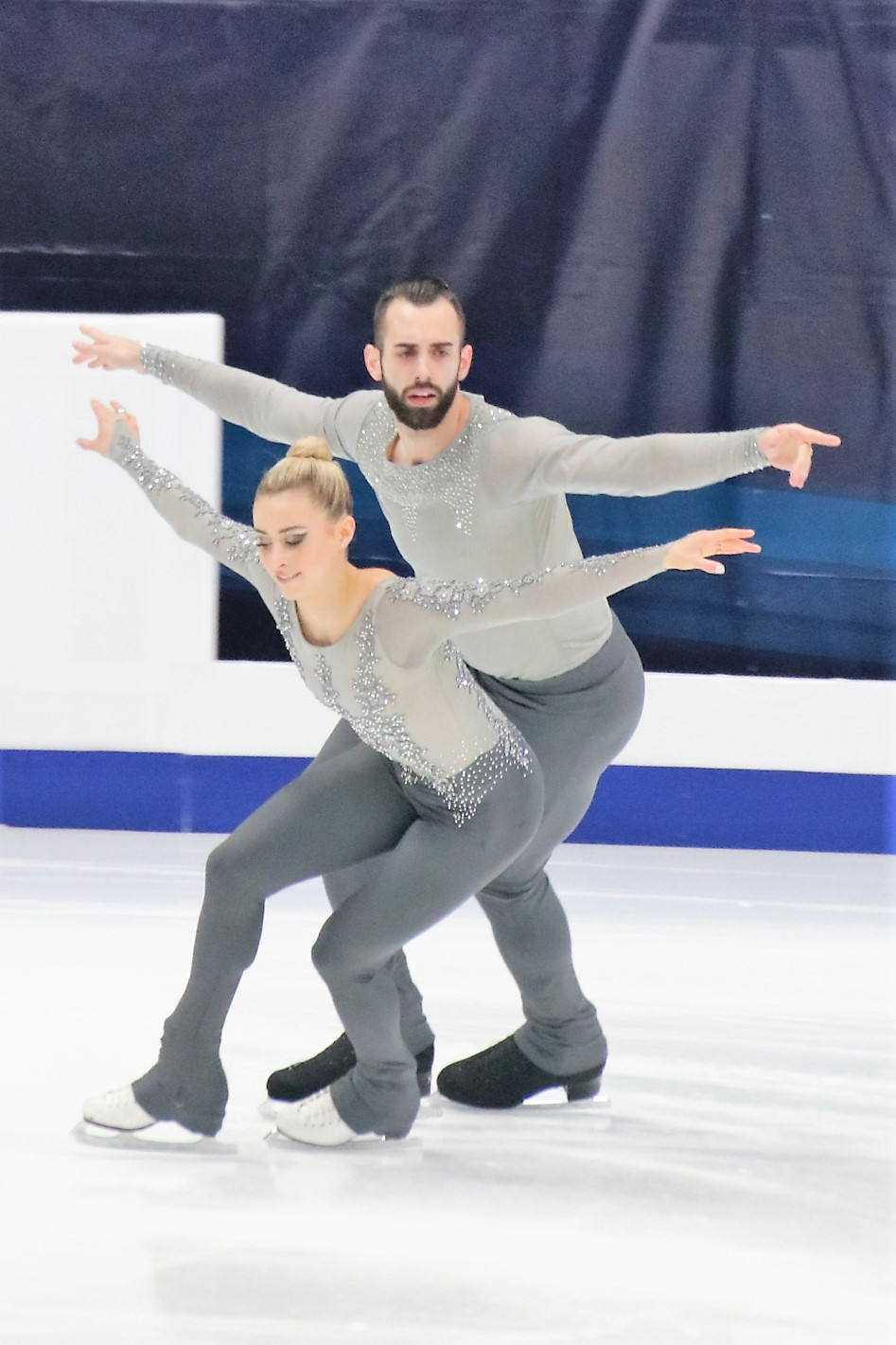
Ashley Cain und Timothy LeDuc beim Rostelecom Cup 2018

2016 schlug der amerikanische Eislaufverband Ashley Cain vor, zum Paarlauf zurückzukehren und ein Paar mit Timothy LeDuc zu bilden, nachdem sich LeDuc auf der Suche nach einer neuen Paarlauf-Partnerschaft an den Verband gewandt hatte. Cain begann ihr gemeinsames Training mit LeDuc zusätzlich zu ihrem Training im Einzellauf. Bei kleineren Wettbewerben trat sie testweise erneut in beiden Disziplinen an. Schließlich entschied sie sich für den Paarlauf mit LeDuc. Cain und LeDuc trainieren gemeinsam bei Cains Eltern Darlene und Peter Cain sowie Nina Mozer in Euless, Texas.
In ihrer ersten gemeinsamen Saison 2016/17 gewannen Cain und LeDuc die Bronzemedaille bei den U.S. Championships. In den internationalen Wettbewerb stiegen sie mit der Challenger-Serie ein, in der sie die Bronzemedaille beim Golden Spin of Zagreb gewannen. Ihr größter Erfolg in der Saison 2017/18 war die Silbermedaille bei den Vier-Kontinente-Meisterschaften.
In der Saison 2018/19 gewannen sie ihre ersten beiden Goldmedaillen in der Challenger-Serie und bei den U.S. Championships sowie ihre erste Bronzemedaille in der Grand-Prix-Serie bei Skate America 2018.
Beim Golden Spin of Zagreb 2018 erlitt Cain bei einem schweren Sturz eine Gehirnerschütterung. Das Paar beendete nach dem Sturz seine Kür und belegte den 5. Platz. Cain musste aber unmittelbar danach ins Krankenhaus gebracht werden. Das Paar verlor durch die Verletzung einige Trainingszeit, trat aber wie geplant zu den Weltmeisterschaften 2019 an, für die es sich zum ersten Mal qualifiziert hatte. Sie belegten den 9. Platz.
Auch im folgenden Jahr waren sie für die Weltmeisterschaft aufgestellt, die aber aufgrund der COVID-19-Pandemie abgesagt wurde. Bei den U.S. Championships 2020 gewannen sie die Bronzemedaille.
2021 belegten sie erneut den 9. Platz bei der Weltmeisterschaft und gewannen bei den U.S. Championships die Goldmedaille.
2022 vertraten Cain und LeDuc die USA bei den Olympischen Winterspielen in Beijing. Wenige Tage vor dem Wettbewerb verstauchte sich Cain beim Training einen Knöchel und erlitt eine Bänderzerrung. Sie traten dennoch wie geplant im Wettbewerb an. Sie erreichten im Kurzprogramm den 7. Platz und konnten sich damit für die Kür qualifizieren. Darin erreichten sie den 9. Platz und belegten so insgesamt Platz 8.
Cain und LeDuc vertraten die USA bei den Eiskunstlauf-Weltmeisterschaften 2022. Sie hatten nach dem Kurzprogramm mit 75,85 den 2. Platz inne, mussten nach einem Sturz von Ashley Cain in der Kür jedoch aufgeben.
Im Juni 2022 gab das Paar in einem gemeinsamen Video das Ende seiner Wettbewerbskarriere bekannt. Cain kündigte an, eine professionelle Karriere in Eisshows zu beginnen. Außerdem wolle sie als Trainerin arbeiten und sich zunächst dem Trainingsteam ihrer Eltern anschließen.

### Stil
In Kommentaren wird hervorgehoben, dass der Stil des Paares die Gemeinsamkeiten der beiden betone, da sie häufiger als andere Paare parallel dieselben Elemente ausführen. Auch ihr Kostümdesign spiegele dies wider, indem beide häufig gleiche Outfits tragen und damit von der im Eiskunstlauf üblichen Geschlechternorm abweichen.
Über ihre Partnerschaft mit LeDuc sagt Cain: „Wir wollten nie das sein, was als ein traditionelles Paar betrachtet wird.“ Beide hatten sich zuvor im Eiskunstlauf ausgegrenzt gefühlt: LeDuc erlebte Diskriminierung als Person mit nichtbinärer Geschlechtsidentität, Cain war oft vorgehalten worden, sie habe nicht den für eine Eiskunstläuferin typischen kleinen, zierlichen Körperbau und sei mit ihren 1,68 m zu groß und daher insbesondere als Paarläuferin ungeeignet. Das Paar entschied sich deshalb, nicht die im Paarlauf typischen heteronormativen Rollen zu verkörpern. In den im Paarlauf häufig dargestellten romantischen Erzählungen fanden sich Cain und LeDuc nicht wieder, weshalb sie sich entschieden, ihre Programme auf der Grundlage anderer Themen zu entwickeln.
Ihre Choreografien stammen von Pasquale Camerlengo und Misha Ge. Die Kostümdesignerin des Paares ist Denyse Frey, die schon während Cains Einzelkarriere deren Kostüme gestaltet hatte.
Als Jugendliche war Cain von Michelle Kwan inspiriert. Ihr Vorbild im Paarlauf ist Aljona Savchenko, die sie für ihren Eislaufstil und ihre Stärke bewundert.

## Professionelle Karriere
Nach dem Ende ihrer leistungssportlichen Karriere schloss sich Ashley Cain als Trainerin der Eislaufschule ihrer Eltern an, in der sie selbst zuvor trainiert hatte. Sie tritt als Schauläuferin sowohl gemeinsam mit Timothy LeDuc als auch allein auf. In einer internationalen Tour mit Disney on Ice verkörperte sie Elsa aus dem Disney-Film Die Eiskönigin – Völlig unverfroren.

## Ergebnisse

### Paarlauf mit LeDuc
| Meisterschaft / Saison            | 2016/17       | 2017/18 | 2018/19       | 2019/20 | 2020/21 | 2021/22 |
| --------------------------------- | ------------- | ------- | ------------- | ------- | ------- | ------- |
| Olympische Spiele                 |               |         |               |         |         | 8.      |
| Weltmeisterschaften               |               |         | 9.            | –       | 9.      | Z       |
| Vier-Kontinente-Meisterschaften   | 9.            | 2.      | 4.            |         |         |         |
| U.S. Figure Skating Championships | 3.            | 4.      | 1.            | 4.      | 3.      | 1.      |
| World Team Trophy                 | 3. (Team)/ 5. |         | 1. (Team)/ 5. |         |         |         |
| Grand-Prix-Serie / Saison         | 2016/17       | 2017/18 | 2018/19       | 2019/20 | 2020/21 | 2021/22 |
| Cup of China                      |               | 6.      |               |         |         |         |
| Internationaux de France          |               |         |               | 4.      |         |         |
| NHK Trophy                        |               |         |               |         |         | 4.      |
| Rostelecom Cup                    |               |         | 6.            |         |         |         |
| Skate America                     |               |         | 3.            | 5.      | 4.      |         |
| Skate Canada                      |               |         |               |         |         | 3.      |
| Challenger-Serie / Saison         | 2016/17       | 2017/18 | 2018/19       | 2019/20 | 2020/21 | 2021/22 |
| Autumn Classicc                   |               |         |               |         |         | 3.      |
| Finlandia Trophy                  | 4.            |         |               |         |         | 3.      |
| Golden Spin of Zagreb             | 3.            |         | 5.            | 1.      |         |         |
| Lombardia Trophy                  |               | 4.      |               |         |         |         |
| Nebelhorn Trophy                  | 4.            | 7.      |               |         |         |         |
| Ondrej Nepela Memorial            |               |         | 1.            |         |         |         |
| U.S. International Classic        |               |         | 1.            | 1.      |         |         |

### Einzellauf
| Meisterschaft / Saison            | 2010/11 | 2011/12 | 2012/13 | 2013/14 | 2014/15 | 2015/16 |
| --------------------------------- | ------- | ------- | ------- | ------- | ------- | ------- |
| U.S. Figure Skating Championships |         |         | 12.     | 12.     | 14.     | 14.     |
| Grand-Prix-Serie / Saison         | 2010/11 | 2011/12 | 2012/13 | 2013/14 | 2014/15 | 2015/16 |
| Cup of China                      |         |         |         |         | 10.     |         |
| Rostelecom Cup                    |         |         |         |         | 8.      |         |
| Challenger-Serie / Saison         | 2010/11 | 2011/12 | 2012/13 | 2013/14 | 2014/15 | 2015/16 |
| Ondrej Nepela Memorial            |         |         |         |         | 3.      |         |
| Nebelhorn Trophy                  |         |         |         | 3.      |         |         |
| Jugendmeisterschaft / Saison      | 2010/11 | 2011/12 | 2012/13 | 2013/14 | 2014/15 | 2015/16 |
| ISU Junior Grand Prix Frankreich  |         |         | 5.      |         |         |         |
| ISU Junior Grand Prix Lettland    |         | 6.      |         |         |         |         |
| ISU Junior Grand Prix Rumänien    |         | 5.      |         |         |         |         |
| U.S. Figure Skating Championships | 6.      | 2.      |         |         |         |         |

### Paarlauf mit Reagan
(ab Jugendmeisterschaften)
| Meisterschaft / Saison               | 2009/10 | 2010/11 | 2011/12 |
| ------------------------------------ | ------- | ------- | ------- |
| U.S. Figure Skating Championships    |         |         | 6.      |
| Grand-Prix-Serie / Saison            | 2009/10 | 2010/11 | 2011/12 |
| Cup of Russia                        |         |         | 6.      |
| Challenger-Serie / Saison            | 2009/10 | 2010/11 | 2011/12 |
| International Cup of Nice            |         |         | 4.      |
| Jugendmeisterschaft / Saison         | 2009/10 | 2010/11 | 2011/12 |
| Jugend-Weltmeisterschaften           |         | 4.      |         |
| ISU Junior Grand-Prix-Finale         |         | 5.      |         |
| ISU Junior Grand Prix Tschechien     |         | 2.      |         |
| ISU Junior Grand Prix United Kingdom |         | 6.      |         |
| U.S. Figure Skating Championships    |         | 1.      |         |